# Eritrichium latifolium
Eritrichium latifolium är en strävbladig växtart som beskrevs av Karelin och Kirilov. Eritrichium latifolium ingår i släktet Eritrichium och familjen strävbladiga växter. Inga underarter finns listade i Catalogue of Life.